# Kulm bei Weiz
Kulm bei Weiz település Ausztriában, Stájerország tartományban, a Weizi járásban. 2015 óta Pischelsdorf am Kulm része. Tengerszint feletti magassága 497 méter, területe 5,9 km². Lakosainak száma 486 fő.